# طلاق (مجموعه تلویزیونی ۱۳۵۶)
طلاق نام یک مجموعه تلویزیونی ایرانی است که در سال ۱۳۵۶ و به کارگردانی «مسعود اسداللهی» ساخته شد و از تلویزیون ملی ایران پخش گردید.

## خلاصه داستان
مجموعه تلویزیونی «طلاق» در ۹ قسمت ساخته شد و معضل طلاق را در جامعه شهری، موضوع داستان‌های خود قرار داد. این مجموعه تلویزیونی، شخصیت ثابتی داشت که خبرنگار یک مجله بود و با تدابیر خردمندانه‌اش، همچون مصلح و منجی خانواده‌های از هم پاشیده، پیوندهای از هم گسستهٔ زناشویی و خانوادگی را دیگربار گره می‌زد و صلح و صفا را به خانواده‌های پرتنش بازمی‌گرداند. عناوین ۹ قسمت این سریال، به شرح زیر بود:
1. فاصله
2. عروس
3. طلاق و تنهایی
4. زندانی
5. بن‌بست
6. گریز
7. معتاد
8. مهریه
9. بازگشت

لازم است ذکر شود که برخی از سکانس‌های این سریال به ویژه صحنه‌های مربوط به دادگستری، به‌طور مستند و واقعی فیلمبرداری شده و ساختگی نبودند.

## بازیگران و عوامل تولید

### بازیگران

#### بازیگران نقش‌های ثابت
- مسعود اسداللهی (مسعود، با صدای جلال مقامی)
- ژیلا سهرابی (ژیلا، با صدای شهلا ناظریان)
- رضا کرم‌رضایی (مدیر مجله، با صدای ایرج رضایی)
- محسن مهدوی (وکیل)
- هوشنگ بهشتی (پدر)
- اشرف کاشانی (مادر، با صدای سیمین سرکوب)
- مهری مهرنیا (مادربزرگ، با صدای بدری نوراللهی)

#### بازیگران نقش‌های مهمان

##### قسمت بن‌بست
- آذر فخر
- کامران نوزاد
- آتش خیر
- محبوبه بیات

##### قسمت دیوار
- نگار
- رامین مصیبی
- مهری ودادیان

##### قسمت زندانی
- اکبر زنجان‌پور
- آزیتا لاچینی

##### قسمت طلاق و تنهایی
- جمشید مشایخی
- آذر فخر

##### قسمت فاصله
- جمشید مشایخی
- شهلا میربختیار

##### قسمت معتاد
- مهدی فخیم‌زاده
- گیتی ساعتچی

#### مهین شهابی
- حمید طاعتی

#### سایر بازیگران
- صدیقه کیانفر
- فرزانه تأئیدی
- آهو خردمند
- مینو ابریشمی
- معصومه تقی‌پور
- شهلا یوسفی

بازیگر خردسال
- لیلا حاتمی

### عوامل تولید
- تهیه‌کننده و کارگردان: مسعود اسداللهی
- نویسنده: مسعود اسداللهی با همکاری محمود استادمحمد
- تصویربرداران: علی‌رضا زرین‌دست، جمشید الوندی، ایرج صادق‌پور، نصرت‌الله کنی
- خوانندهٔ ترانهٔ سریال: گوگوش
- فرمت تصویر: ۱۶ میلیمتری (سیاه و سفید)
- تعداد قسمت‌ها: ۹ قسمت (۷۴۰ دقیقه)
- محصول: تلویزیون ملی ایران
- سال تولید: ۱۳۵۶

نکات فیلم
از نکات جالب این سریال می‌توان به اولین حضور لیلا حاتمی در مقابل دوربین اشاره کرد، که به واسط دخترعمه‌اش ژیلا سهرابی، در این مجموعه تلویزیونی ظاهر شد.
به گفته زری خوشکام مادر لیلا حاتمی، ژیلا سهرابی روزی به خانهٔ آن‌ها آمد و به آن‌ها گفت که برای سریال طلاق، دنبال دختربچه‌ای سه ساله می‌گردد و از ما درخواست کرد که لیلا را برای این سریال با خود ببرد.